# Topoltchani
Pour l’article ayant un titre homophone, voir Topoľčany.
Topoltchani (en macédonien Тополчани) est un village du sud de la Macédoine du Nord, situé dans la municipalité de Prilep. Le village comptait 449 habitants en 2002.

## Démographie
Lors du recensement de 2002, le village comptait :
- Macédoniens : 449